# Швајцарска на Европском првенству у атлетици у дворани 2013.
Швајцарска је учествовала на 32. Европском првенству у дворани 2013 одржаном у Гетеборгу, Шведска, од 28. фебруара до 3. марта. Ово је било тридесет друго Европско првенство у атлетици у дворани од његовог оснивања 1970. на којем је Швајцарска учествовала, односно учествовала је на свим првенствима до данас. Репрезентацију Швајцарске представљало је 6 спортиста (1 мушкарац и 5 жена) који су се такмичили у 6 дисциплина (1 мушка и 5 женске).
На овом првенству Швајцарска није освојила ниједну медаљу али су оборена четири лична рекорда али су остварена два лична рекорда.

## Учесници
| Мушкарци: - Rolf Fongué — 60 м | Жене: - Муџинба Камбуђи — 60 м - Леа Шпрунгер — 400 м - Селина Бихел — 800 м - Ноеми Цберен — 60 м препоне - Елен Шпрунгер — Петобој |  |

## Резултати

### Мушкарци
| Атлетичар   | Дисциплина | Лични рекорд | Квалификације | Квалификације | Полуфинале | Полуфинале | Финале               | Финале  | Детаљи |
| Атлетичар   | Дисциплина | Лични рекорд | Резултат      | Место         | Резултат   | Место      | Резултат             | Место   | Детаљи |
| ----------- | ---------- | ------------ | ------------- | ------------- | ---------- | ---------- | -------------------- | ------- | ------ |
| Rolf Fongué | 60 м       | 6,65         | 6,73 кв       | 5. у гр. 1    | 6,75       | 5. у гр. 2 | Није се квалификовао | 12 / 22 |        |

### Жене
| Атлетичарка     | Дисциплина   | Лични рекорд | Квалификације | Квалификације | Полуфинале            | Полуфинале            | Финале                | Финале       | Детаљи |
| Атлетичарка     | Дисциплина   | Лични рекорд | Резултат      | Место         | Резултат              | Место                 | Резултат              | Место        | Детаљи |
| --------------- | ------------ | ------------ | ------------- | ------------- | --------------------- | --------------------- | --------------------- | ------------ | ------ |
| Муџинба Камбуђи | 60 м         | 7,37         | 7,42          | 7. у гр. 3    | Нису се квалификовале | Нису се квалификовале | Нису се квалификовале | 20 / 23 (24) |        |
| Леа Шпрунгер    | 400 м        | 54,14        | 54,45         | 5. у гр. 1    | Нису се квалификовале | Нису се квалификовале | Нису се квалификовале | 17 / 20      |        |
| Селина Бихел    | 800 м        | 2:02,83      | 2:03,24 кв    | 4. у гр. 1    | 2:01,64 ЛР            | 4. у гр. 1            | Није се квалификовала | 7 / 13 (14)  |        |
| Ноеми Цберен    | 60 м препоне | 8,25         | 8,21 ЛР       | 5. у гр. 3    | Није се квалификовала | Није се квалификовала | Није се квалификовала | 18 / 23 (24) |        |

#### Петобој
| Дисциплина   | Елен Шпрунгер | Елен Шпрунгер | Елен Шпрунгер | Елен Шпрунгер | Елен Шпрунгер | Елен Шпрунгер |
| Дисциплина   | Лич. рек.     | Резултат      | Бод.          | Плас.         | Укупно        | Плас.         |
| ------------ | ------------- | ------------- | ------------- | ------------- | ------------- | ------------- |
| 60 м препоне | 7,36          | 8,32 ЛР       | 1.057         | 4             |               |               |
| Скок увис    | 1,78          | 1,69          | 842           | 14            | 1.899         |               |
| Бацање кугле | 12,89         | 11,91         | 655           | 14            | 2.554         |               |
| Скок удаљ    | 5,90          | 5,75          | 774           | 13            | 3.325         |               |
| 800 м        | 2:19,15       | НС            |               |               |               |               |
| Петобој      | 4.322         |               |               |               |               | НЗ            |